# الكرد في ألمانيا
الكرد في ألمانيا هم الأشخاص الذين ولدوا في ألمانيا أو يقيمون فيها من أصل كردي.
هناك جالية كردية كبيرة في ألمانيا، يبلغ عددهم حوالي 650.000-800.000 نسمة. وهذا يجعل الجالية الكردية في ألمانيا أكبر جالية كردية في الشتات الكردي. بالإضافة إلى ذلك، على الأرجح أن عدد الكرد في ألمانيا يزداد ويتوسع نتيجة الحرب الأهلية الدائرة في سوريا.

## تاريخ الهجرة
في ألمانيا، وصل المهاجرون الكرد من تركيا لأول مرة في النصف الثاني من الستينات. فر الآلاف من اللاجئين الكرد واللاجئين السياسيين الكرد من تركيا خلال سبعينيات القرن العشرين وما بعد، ومن العراق وإيران خلال الثمانينات والتسعينات، ومن سوريا خلال الحرب الأهلية السورية.

## النشاط السياسي
في أكتوبر 2014، نظم الكرد في ألمانيا احتجاجًا على هجوم تنظيم الدولة الإسلامية على مدينة عين العرب في سوريا، والمعروفة باللغة الكردية باسم كوباني.
في 8 أغسطس 2015، سار الآلاف من الكرد في ألمانيا ضد الغارات الجوية للجيش التركي على مقاتلي حزب العمال الكردستاني، وإتهام تركيا بقتل المدنيين العزّل.